# Janusz Makowski
Janusz Makowski (* 18. März 1912 in Kalisz; † 1972) war ein polnischer Journalist und römisch-katholischer Politiker. Er war Abgeordneter zum Sejm der Volksrepublik Polen in der III., IV. und V. Wahlperiode.

## Leben
Nach dem Besuch der Volksschule absolvierte er das humanistische Gymnasium „Ignacy Paderewski“ in Posen, und danach nahm er ein humanistisches Studium an der Adam Mickiewicz-Universität Posen auf, das er als Journalist abschloss. 1936 wurde er bei der Zeitschrift „Głos Narodu“ ("Stimme des Volkes", oder noch konkreter – der „Nation“) beschäftigt, die von dem Priester Andrzej Piwowarczyk herausgegeben wurde. Danach war er bei der Warschauer Presse tätig. Im Zweiten Weltkrieg beteiligte er sich in der Untergrundbewegung gegen die deutschen Besatzer mit Veröffentlichungen des polnischen Widerstands.
Nach der Befreiung von der NS-Gewaltherrschaft und der Neugründung Volkspolens arbeitete er bis 1963 in der staatlichen Verwaltung. Von 1957 bis 1961 wurde er in den Rat der Wojewodschaft gewählt. Ab 1957 war er Mitglied in der „Christlichen Gesellschaftlichen Vereinigung“ und wurde zugleich bis 1963 ihr Präses in der Abteilung Wielkopolska. 1963 wurde er zum Generalsekretär der Christlichen Gesellschaftlichen Vereinigung gewählt. Im selben Jahr erlangte er ein Mandat für den Sejm der VR Polen in der III. Wahlperiode für das Gebiet um Gniezno (Gnesen). Er hatte einen Sitz in den Kommissionen für Binnenhandel und die Leichtindustrie, sowie des Handels und der Genossenschaftlichen Arbeit. 1965 erfolgte seine Wiederwahl im gleichen Wahlkreis, und er wurde nun Mitglied in der Kommission für Außenpolitik. In den Jahren 1969 bis 1972 arbeitete als Abgeordneter für den Wahlkreis Gniezno, zur Zeit der V. Wahlperiode in den Kommissionen für Wirtschaftsplanung, Budget und Finanzen sowie Außenpolitik.
Makowski arbeitete in der Christlichen Friedenskonferenz (CFK) mit und beteiligte sich an der II. bis IV. Allchristlichen Friedensversammlung (ACFV) in Prag.
Ihm wurde 1964 die Auszeichnung des Kavaliersorden „Orden der Wiedergeburt Polens“ verliehen.

## Schriften
- Die Kirche Frankreichs: Mitten in den Kontroversen um die Errungenschaften des französischen Katholizismus, Vorwort von J. Madaule, Wydawnictwo Verlag Novum, Warszawa 1969